# 哈利·海爾曼
哈利·艾德溫·海爾曼（英語：Harry Edwin Heilmann，1894年8月3日—1951年7月9日），為美國職棒大聯盟的一壘手與右外野手。17年職業生涯曾效力於老虎與紅人。1934年開始，海爾曼便在底特律老虎擔任播報員，直到1950年因病退休。1951年，海爾曼因為肺癌去世，隨後他在隔年入選棒球名人堂。

## 職業生涯

### 底特律老虎

#### 1914年–1920年
1913年9月，海爾曼加入老虎隊。他在隔年的5月16日完成大聯盟初登板，這一年他出賽68場比賽，打擊率2成28。
1915年，海爾曼被下放至太平洋灣岸聯盟。他在該聯盟出賽98場比賽，打擊率3成64，另有23支二壘安打與15支全壘打。他也拿下該聯盟的打擊王。
1916年，海爾曼回到大聯盟。該年他出賽136場比賽，打擊打擊率為2成82，另有30支二壘安打與77分打點。該年的7月25日，海爾曼拯救了一位差點在底特律河溺斃的女士，儘管那起事件後來依舊造成2人身亡，不過海爾曼也成為了底特律的新寵。他在隔天的比賽也受到觀眾的鼓掌歡呼。
1917年，海爾曼的表現又更加進步。該年他敲出5轟及85分打點。海爾曼雖然打擊能力出色，不過跑壘速度很普通。這年球季老虎隊曾嘗試讓他擔任一壘手、中外野手及右外野手，不過海爾曼在這幾個守備位置都沒有守得很出色。
1918年，海爾曼僅出賽79場比賽，打擊率2成76。該年7月中，他因為一戰加入美軍服役而暫時離開老虎隊。他在服役期間擔任西岸海軍的潛水艇軍需官。
1919年，海爾曼打出他加入聯盟後最好的一個球季。該年他的打擊率為3成20，擊出8轟與92分打點。隔年他持續維持好手感，打擊率為3成09。不過他的防守還是很糟，他連續2年都是大聯盟一壘手的失誤王，其中1919年，他更是創下單季31次失誤的尷尬紀錄。
1920年10月5日，海爾曼結婚，後來育有一子一女。

#### 1921年
這年海爾曼出賽149場比賽，他以3成94的打擊率打敗隊友泰·柯布拿下打擊王。他也是繼1905年的納普·拉傑威後，第一位拿下打擊王的右打者。這年他也以237支安打拿下安打王，139分打點僅次於貝比·魯斯。他的上壘率、二壘安打數及壘打數都排名美聯第三。

#### 1922年
1922年3月3日，海爾曼與老虎簽下12500美元的合約。3月28日，因為小孩出生，所以海爾曼延後參加春訓。
6月底，海爾曼仍與喬治·希斯勒競爭打擊王的頭銜。不過他在8月底因為想要跑出內野安打而與參議員隊一壘手Frank Brower相撞，造成他鎖骨受傷。最後導致海爾曼整季報銷，無緣拿下打擊王。該年他的打擊率為3成56，並擊出生涯新高的21轟。

#### 1923年
這年的1月，海爾曼在賽季開打前開始接觸手球。這項運動也幫助他成功減重。
這一年他以4成03的打擊率技壓貝比·魯斯拿下第二座打擊王。他也成為美聯史上第四位單季突破4成打擊率的球員。不過他在這年的MVP票選上輸給了魯斯和艾迪·柯林斯。
魯斯在這一年拿下全壘打王和打點王，不過打擊率硬是被海爾曼超越，無緣拿下三冠王。1926年，魯斯再度挑戰三冠王，結果在打擊率方面輸給另一位老虎球員海尼·曼納許。

#### 1924年
這年海爾曼的打擊率稍微下滑至3成46。另有45支二壘安打與16支三壘安打，還有114分打點。防守方面，海爾曼單季完成31次助殺紀錄，他在其他球季都沒有超過18次助殺紀錄。而他在該年的MVP票選上排名第九。

#### 1925年
該年他出賽150場比賽，海爾曼以3成93的打擊率險勝打擊率3成89的特里斯·史畢克拿下第三座打擊王。當時老虎隊在球季最後一天進行雙重賽，結果海爾曼在雙重賽中表現大爆發，兩場比賽合計9個打數擊出6支安打，包含一支全壘打。然而他在MVP票選上輸給了Roger Peckinpaugh，Peckinpaugh在任何一項打擊數據上皆遜於海爾曼，但是因為Peckinpaugh率領參議員連兩年打進世界大賽，因此最終抱得賽季MVP獎座。

#### 1926年
這一年他出賽141場比賽，打擊三圍分別為3成67/4成45/5成34。該年打擊率排行榜前四名就有三位是老虎隊的外野手，另外兩位是第一名的海尼·曼納許和第三名的Bob Fothergill。最終他在MVP票選中排名第5。8月8日，老虎隊舉辦海爾曼日。當時底特律的市長史密斯還在四萬名觀眾面前贈送海爾曼一輛凱迪拉克轎車。

#### 1927年
這年他出賽141場比賽，並以3成98打擊率力壓艾爾·西蒙斯拿下第四座打擊王。8月13日時，西蒙斯的打擊率為3成93，海爾曼的打擊率僅3成67。不過後者在8月剩餘的11場比賽中敲出27支安打，最終成功在打擊排行榜上取得領先。這年球季最後一天又是一次雙重賽，而海爾曼在這兩場比賽中9個打席共敲出7支安打。然而他在MVP票選中屈居第二，因為這年洋基隊擁有令其他球隊聞風喪膽的殺手打線，其中「鐵馬」盧·賈里格拿下MVP。
巧合的是，海爾曼都是在奇數年拿下打擊王。當有記者提到這件事時，海爾曼也幽默表示：「畢竟球隊老闆每兩年就會給我新的合約，所以我每兩年都要拿出好表現來爭取新的合約。」

#### 1928年–1929年
1928年，海爾曼出賽151場比賽。他的打擊率為3成28，另有敲出14轟與107分打點。1929年，海爾曼因為練球態度不佳被球隊冷凍。該年他僅出賽125場比賽，打擊率為3成44，另有120分打點。

### 辛辛那提紅人
1929年10月，老虎隊將海爾曼放進讓渡名單。不過卻沒有球隊願意付7500美元給這位老虎球星，最後他以不到25000美元的價格被交易至紅人隊。1930年，他出賽142場比賽，打擊率為3成33，另有19轟與61分打點。
1931年3月，海爾曼的右手腕罹患關節炎，導致球季報銷。1932年，他僅僅出賽15場比賽，打擊率2成58。最後他在6月6日被紅人隊釋出。當時報導指出因為關節炎的緣故，導致海爾曼無法找回當初的打擊手感。

## 逝世
1951年3月14日，海爾曼在老虎隊的佛州春訓營昏倒。當時底特律自由新聞報導指出他的情況相當不樂觀。後來老虎隊的老闆在3月底將海爾曼轉至底特律當地的亨利·福特醫院治療。海爾曼整個4月都在住院，他的播報工作也由Ty Tyson取代。後來他於5月出院，甚至還於6月初短暫回到播報的工作崗位。
6月24日，海爾曼的病情惡化，他再度住進亨利·福特醫院。7月9日，海爾曼因病去世，享年56歲。

## 外部連結
- 球員資訊和成績在MLB，ESPN，Retrosheet ，Baseball Reference ，Baseball Reference (Minors) ，Fangraphs ，The Baseball Cube （英文）
- 哈利·海爾曼在台灣棒球維基館上的頁面（繁體中文）